# Aleksa Batak
Aleksa Batak, cyr. Алекса Батак (ur. 18 stycznia 2000) – serbski siatkarz, grający na pozycji rozgrywającego, reprezentant kraju. 

## Przebieg kariery
| Lata                      | Klub                   |                   |                   |                   |                   |                   |                   |                   |                   |                   |
| Kariera juniorska         | Kariera juniorska      | Kariera juniorska | Kariera juniorska | Kariera juniorska | Kariera juniorska | Kariera juniorska | Kariera juniorska | Kariera juniorska | Kariera juniorska | Kariera juniorska |
| ------------------------- | ---------------------- | ----------------- | ----------------- | ----------------- | ----------------- | ----------------- | ----------------- | ----------------- | ----------------- | ----------------- |
| 2016–2017                 | OK Partizan Belgrad    |                   |                   |                   |                   |                   |                   |                   |                   |                   |
| Kariera seniorska         |                        |                   |                   |                   |                   |                   |                   |                   |                   |                   |
| 2017–2018                 | OK Niš                 |                   |                   |                   |                   |                   |                   |                   |                   |                   |
| 2018–2019                 | Mladi Radnik Požarevac |                   |                   |                   |                   |                   |                   |                   |                   |                   |
| 2019–2021                 | Consar Rawenna         |                   |                   |                   |                   |                   |                   |                   |                   |                   |
| 2021–2021 (do 12.2021)    | Mladi Radnik Požarevac |                   |                   |                   |                   |                   |                   |                   |                   |                   |
| 2021–2022 (od 30.12.2021) | AS Cannes VB           |                   |                   |                   |                   |                   |                   |                   |                   |                   |
| 2022–2023                 | Partizan Efbet Belgrad |                   |                   |                   |                   |                   |                   |                   |                   |                   |
| 2023–                     | VfB Friedrichshafen    |                   |                   |                   |                   |                   |                   |                   |                   |                   |

## Sukcesy klubowe
Superpuchar Serbii:
- 2022[4]

Puchar Serbii:
- 2023[5]

Liga serbska:
- 2023[6]

Liga niemiecka:
- 2024[7]